# AZ '67 in het seizoen 1970/71
Het seizoen 1970/1971 was het vierde jaar in het bestaan van de Alkmaarse betaaldvoetbalclub AZ '67. De club kwam uit in de Eredivisie en eindigde daarin op de 17e plaats, dit betekende dat de club rechtstreeks degradeerde naar de Eerste divisie. Tevens deed de club mee aan het toernooi om de KNVB Beker, hierin werd in de tweede ronde, na strafschoppen, verloren van SVV (2–2).

## Wedstrijdstatistieken

### Eredivisie
|       | ADO   | Ajax  | DWS   | Excelsior | Feijenoord | Go Ahead | Haarlem | Holland Sport | MVV   | NAC   | N.E.C. | PSV   | Sparta | Telstar | FC Twente '65 | FC Utrecht | Volendam |
| ----- | ----- | ----- | ----- | --------- | ---------- | -------- | ------- | ------------- | ----- | ----- | ------ | ----- | ------ | ------- | ------------- | ---------- | -------- |
| Thuis | 1 – 1 | 0 – 3 | 0 – 0 | 1 – 1     | 0 – 4      | 0 – 1    | 4 – 0   | 3 – 3         | 0 – 2 | 2 – 1 | 1 – 1  | 0 – 1 | 1 – 1  | 0 – 1   | 0 – 2         | 1 – 3      | 1 – 1    |
| Uit   | 3 – 0 | 8 – 1 | 0 – 0 | 0 – 0     | 6 – 1      | 2 – 0    | 2 – 3   | 3 – 1         | 1 – 0 | 5 – 2 | 3 – 0  | 6 – 0 | 2 – 1  | 4 – 0   | 2 – 0         | 1 – 0      | 1 – 0    |

### KNVB Beker
| 1e ronde                                        | AZ '67                                 | 2 – 0 (2 – 0)                         | Helmond Sport                             |
| 16 augustus 1970 Plaats: Alkmaar Alkmaarderhout | Wim de Jager 32', 35'                  |                                       |                                           |
| 2e ronde                                        | AZ '67                                 | 2 – 2 (1 – 1, 2 – 2) Na strafschoppen | SVV                                       |
| 8 november 1970 Plaats: Alkmaar Alkmaarderhout  | Gerard Vredenburg 12' Jan van Veen 47' |                                       | 6' Ton Vorstenbos 59' (e.d.) Jan van Veen |

## Statistieken AZ '67 1970/1971

### Eindstand AZ '67 in de Nederlandse Eredivisie 1970 / 1971
| Stand | Gespeeld | Gewonnen | Gelijk | Verloren | Punten | Doelpunten voor | Doelpunten tegen |
| ----- | -------- | -------- | ------ | -------- | ------ | --------------- | ---------------- |
| 17e   | 34       | 3        | 9      | 22       | 15     | 22              | 66               |

### Topscorers
| #      | Naam              | Goal |
| ------ | ----------------- | ---- |
| 1.     | Wim de Jager      | 6    |
| 2.     | Gerard Vredenburg | 5    |
| 3.     | Dick Twisk        | 3    |
| 4.     | Wim Kabel         | 2    |
| 4.     | Zygmunt Schmidt   | 2    |
| 4.     | Siem Tijm         | 2    |
| 7.     | Eddy Schaafstra   | 1    |
| 7.     | Jan van Veen      | 1    |
| Totaal | Totaal            | 22   |

| #      | Naam              | Goal |
| ------ | ----------------- | ---- |
| 1.     | Wim de Jager      | 2    |
| 2.     | Jan van Veen      | 1    |
| 2.     | Gerard Vredenburg | 1    |
| Totaal | Totaal            | 4    |

## Voetnoten
ADO ·
Ajax ·
AZ '67 ·
DWS ·
Excelsior ·
Feijenoord ·
Go Ahead ·
Haarlem ·
Holland Sport ·
MVV ·
NAC ·
N.E.C. ·
PSV ·
Sparta ·
Telstar ·
FC Twente '65 ·
FC Utrecht ·
Volendam